# Amerykański łowca
Amerykański łowca (ang. The Young Americans) brytyjski film kryminalny w reżyserii Danny’ego Cannona z 1993 roku, z muzyką Davida Arnolda i Björk, która wykonuje głośny przebój „Play Dead”.

## Fabuła
Amerykański policjant, John Harris (Harvey Keitel), przybywa do Londynu, aby wspomóc miejscowe siły porządku w walce z handlarzami narkotyków. Przywódcą młodych gangsterów jest cyniczny Amerykanin, Carl Frazer (Viggo Mortensen).

## Występują
- Harvey Keitel
- Viggo Mortensen
- Thandie Newton
- Iain Glen
- John Wood
- Terence Rigby
- Keith Allen
- Craig Kelly
- Dave Duffy
- Geoffrey McGivern
- Nigel Clauzel
- Huggy Leaver
- Dig Wayne
- Christopher Adamson
- James Duggan